# Ofensiva del Yaupi-Santiago
La ofensiva del Yaupi-Santiago fue una serie de acciones sucedidas entre el 31 de julio y el 11 de agosto de 1941, en el marco de la guerra peruano-ecuatoriana, teniendo como resultado el control del ejército peruano de la cuenca de los ríos Yaupi y Santiago.

## Acciones previas
Tras lograr el control en ambos lados del río Zarumilla (batalla de Zarumilla) el 31 de julio de 1941, las tropas peruanas ubicadas en la región de los ríos Santiago y Yaupi comenzaron a movilizarse, a fin de ocupar las guarniciones ecuatorianas ubicadas en dichos ríos. Ya desde el 15, parecía inminente la invasión. Ese día, soldados ecuatorianos tomaron como prisioneros a dos peruanos, mientras realizaban operaciones de espionaje y reconocimiento. El 25, dos patrullas se enfrentaron en la margen izquierda del río Santiago. El 30, tropas peruanas comenzaron a ubicarse en una colina, frente a las guarniciones ecuatorianas.

## Combate del río Yaupi
La guarnición ecuatoriana ubicada en el río Yaupi, denominada Huasaga, fue atacada a las primeras horas del día 1 de agosto de 1941. Los soldados, comandados por Alberto Vinueza Mazón, resistieron el ataque por dos horas, hasta que fueron derrotados y tomados como prisioneros.

## Combate del río Santiago
Tras el ataque a Huasaga, el comandante de la contigüa guarnición Gazipum, ubicada a orillas del río Santiago, Hugo Ortiz Garcés, solicitó refuerzos. El 2 de agosto, comenzó el ataque a la guarnición. Tras resistir dos horas, Gazipum fue ocupada por los soldados peruanos, estableciéndose allí la guarnición 28 de julio, al mando del subteniente Alfredo Pimentel.

## Enfrentamiento del 11 de agosto
Los refuerzos solicitados por Ortiz Garcés llegaron comenzaron a acercarse al río Yaupi recién una semana después. La unidad, comandada por el cabo Salvador León Veloz y compuesta por 8 soldados, comenzó a acercarse al río Yaupi el 11 de agosto, cuando fueron atacados por soldados peruanos. Tras media hora de combate, los ecuatorianos fueron derrotados, consolidándose el dominio peruano en los ríos Yaupi y Santiago.